# Merwan Chabane
 (février 2019).
Si vous disposez d'ouvrages ou d'articles de référence ou si vous connaissez des sites web de qualité traitant du thème abordé ici, merci de compléter l'article en donnant les références utiles à sa vérifiabilité et en les liant à la section « Notes et références ».
Merwan Chabane, né le 16 mars 1978, est un réalisateur de films d'animations, dessinateur et scénariste de bande dessinée français. Il publie la plupart de ses ouvrages sous le pseudonyme Merwan.

## Biographie
Merwan Chabane, dit Merwan, est diplômé de l’École nationale supérieure des arts décoratifs. Après un passage par l’École des Gobelins, il commence sa carrière dans le milieu du jeu vidéo, mais également en réalisant des story-boards pour différentes séries d’animations.
En 2002, il écrit et réalise son film de fin d’études, Biotope, court métrage d’animation. Soutenue par le CNC et Arte, cette expérience se poursuit avec la réalisation d’un autre court-métrage d’animation, Clichés de soirée sélectionné pour le prix du cartoon d'or 2009.
En 2007, il est contacté pour collaborer au long métrage des Lascars en tant que story-boarder[pertinence contestée]. Il publie en 2009 la bande dessinée Fausse garde aux éditions Vents d’Ouest, la version retravaillée de sa première BD Pankat.
Puis il publie également chez 12 bis le premier volume de la saga d’aventures L’Or et le Sang qu’il dessine sur une mise en scène de Fabien Bedouel, coécrite par Maurin Defrance et Fabien Nury. Il entame ensuite la création d’albums, seul ou en collaboration, comme avec Bastien Vivès pour la série Pour l'Empire colorisée par Sandra Desmazières. Merwan scénarise également Pistouvi pour le dessinateur Bertrand Gatignol : 10 ans après sa publication en France, l'édition américaine par Magnetic press du livre vaut d'ailleurs à Gatignol une sélection pour le prix du meilleur encrage (Best Penciller/Inker) aux Eisner awards 2021.
En 2019, Merwan sort Mécanique céleste, BD post-apocalyptique particulièrement bien accueillie par la critique,,,,. Pour Télérama « Réalisée entièrement à l’aquarelle, cette histoire montre un monde qui redonne sa place à la nature et reconstruit une forme de vivre ensemble. [...] Voilà un album de SF éclatant, au trait des visages parfois délicieusement cartoon et aux mises en scène de matchs à couper le souffle, qui donne envie de se lever pour hurler sa rage de vivre ». L'album est nommé pour la sélection Sélection Jeunes Adultes à Angoulême 2020, de même que pour le prix Fnac - France Inter 2019 et le Prix de la meilleure bande dessinée de science-fiction aux Utopiales de Nantes 2020.
Depuis 2011, Merwan Chabane enseigne la bande dessinée à des élèves de formation complémentaire non diplomante (anciennement FCIL) au Lycée technologique d'arts appliqués Auguste Renoir à Paris. Il a par ailleurs été accueilli en 2013 en résidence dans les bibliothèques d’Aulnay-sous-Bois dans le cadre du programme Écrivains en Seine-Saint-Denis, initié par le Département avec les villes de Seine-Saint-Denis.
En 2024 il illustre le roman jeunesse La Folle Évasion sur un texte de Sandrine Bonini. Pour Télérama « Sandrine Bonini s’amuse ici avec les codes des genres littéraires : roman réaliste, roman d’aventures, polar... [...] L’aventure est illustrée et le style cartoonesque aux couleurs lavées de Merwan Chabane incarne à merveille une rocambolesque course-poursuite ».

## Films d'animation
- Biotope, 2004
- Clichés de soirée, 2007

## Publications

### Albums
- Pankat, Vents d’Ouest, (2004)
- Fausse Garde, Vents d'Ouest, (2009)
- L'Or et le Sang, 12bis / Glénat - scénario : Fabien Nury et Maurin Defrance - dessin : Merwan et Fabien Bedouel - couleurs : Romain Trystram (tomes 1 & 2), Sandrine Bonini et Alice Bohl (tomes 3 & 4)

1. L'Appel du large (2009)
2. Inch'allah (2010)
3. Les Princes du Djebel (2012)
4. Khalil (2014)

- Pour l'Empire, avec Bastien Vivès, couleurs de Sandra Desmazières, collection Poisson Pilote, Dargaud

1. L'Honneur (2010)
2. Les Femmes (2010)
3. La Fortune (2011)
4. Pour l’empire - Intégrale - (septembre 2020)

- L'Ourso, 12 BIS (2011) - dessin : David Alapont - scénario : Merwan - couleurs : Sandrine Bonini
- Pistouvi, Dargaud (2011) - dessin : Bertrand Gatignol - scénario : Merwan
- Jeanne, Dargaud (2012) - dessin : Bertrand Gatignol - scénario : Merwan
- Le Bel Âge, Dargaud - couleurs : Romain Trystram

1. Désordre (2012)
2. Territoire (2012)
3. Départs (2013)

- Jeu d'ombres, Glénat - scénario : Loulou Dédola - dessin et couleur : Merwan

1. Gazi ! (2016)
2. Ni ange ni maudit (2017)

- Clémence Évidence, Delcourt (2017) - dessin et couleur : Merwan - scénario : Sandrine Bonini
- Mécanique céleste[16],[17], Dargaud, coll. « Visions du Futur » (septembre 2019) - scénario, dessin et couleurs)    (ISBN 978-2-205-07818-3)
- Mécanique céleste : La Source, Dargaud (octobre 2023)  (ISBN 978-2-205-08824-3)

### Roman jeunesse
- La Folle Évasion[15], texte de Sandrine Bonini, ill. Merwan Chabane, Seuil jeunesse, coll. « Le grand bain », 2024  (ISBN 9791023520156)

## Prix
- 2010 :  Prix Saint-Michel de la presse (avec Bastien Vivès) pour Pour l'empire, t. 1 : L'Honneur[réf. souhaitée]
- 2020 : Prix de la meilleure bande dessinée de science-fiction pour Mécanique céleste[18]